# Huệ Khả
Đại sư Huệ Khả (zh. huìkě 慧可, ja. eka; 487-593) là Thiền sư Trung Quốc, vị Tổ thứ hai của Thiền tông Trung Quốc. Sư được tổ thứ 28 của Thiền Tông Ấn Độ là Bồ Đề Đạt Ma truyền tâm ấn và căn dặn gìn giữ, truyền bá mạng mạch Thiền Tông tại Trung Quốc. Dưới sư có 17 đệ tử đắc đạo, trong đó Đại sư Tăng Xán là được tâm truyền y bát trở thành Tam Tổ của Thiền Tông. Sử sách Phật Giáo và đời sau vẫn còn nhớ đến sư qua tấm lòng chân thật cầu đạo không tiếc thân mạng, là tấm gương sáng cho người tham Thiền noi theo.

## Cơ duyên
Đại sư họ Cơ (姫), hồi nhỏ tên là Quang, quê ở vùng Võ Lao, Lạc Dương, Hà Nam, Trung Quốc. Cha sư đã lâu không có con nên thường cầu tự, một tối có ánh sáng lạ chiếu khắp nhà, mẹ sư từ đó mang thai. Từ bé sư đã có chí khí khác người, thông đạt các lý lẽ huyền diệu, không ham cầu tài sản, thường hay đi đây đó vãn cảnh.
Một hôm sư đọc Kinh Phật, trong lòng muốn tu hành giải thoát. Bèn đến chùa Long Môn, núi Hương Sơn, Lạc Dương xuất gia với Pháp sư Bảo Tịnh. Sau đó thọ giới cụ túc tại chùa Vĩnh Mục. Sư đi khắp nơi học các giáo lý của Đại Thừa, Tiểu Thừa.
Năm 32 tuổi, sư trở lại Hương Sơn, suốt ngày chuyên tâm tọa Thiền. trong 8 năm. Một hôm, đang lúc ngồi Thiền, bỗng thấy một thần nhân hiện ra, nói: "Ông muốn được đạo quả, sao còn nấn ná nơi đây. Truyền pháp đạo lớn không xa, nên đi đến phương Nam". Sư biết là có thần linh giúp sức, nên đổi hiệu thành Thần Quang.
Hôm sau, cảm thấy đầu đau nhức như kim châm. Sư phụ là Bảo Tịnh muốn cứu chữa, bỗng trên không trung có tiếng: Đấy là đổi xương cốt, không phải đau nhức thường. Sư bèn đem chuyện thấy Thần nhân thuật lại, ngài Bảo Tịnh thấy xương trên đầu sư nhô lên như năm đỉnh núi, bèn nói: "Hiện tướng điềm lành của ông tất sẽ chứng đạo. Thần báo ông phải sang phương Nam, ở đó có Đại sĩ Bồ Đề Đạt Ma chùa Thiếu Lâm, chắc đó là thầy ông đấy."
Sư từ biệt thầy rồi đến Thiếu Lâm Tự tham vấn đại sư Bồ-đề-đạt-ma, khi ấy sư 40 tuổi. Ban đầu Bồ-đề-đạt-ma chẳng để ý đến sự hiện diện của Sư, để sư đứng trong tuyết băng nhiều ngày. Để chứng minh Bồ-đề tâm của mình, sư tự chặt cánh tay trái dâng Bồ-đề-đạt-ma và sau đó được nhận là môn đệ. Tắc thứ 41 trong Vô môn quan có ghi lại cuộc đàm thoại đầu tiên giữa Bồ-đề-đạt-ma và Huệ Khả.
Bồ-đề-đạt-ma ngồi nhìn vách tường. sư dầm tuyết, rút dao tự chặt cánh tay, nói: "Con không an được tâm, xin thầy an tâm cho con."
Đạt-ma bảo: "Đưa tâm cho ta, ta sẽ an cho."
Sư đáp: "Con không thấy tâm đâu cả."
Đạt-ma đáp: "Ta đã an tâm cho con."
Sư ngay đó liền đại ngộ.
Một hôm, tổ Đạt Ma gọi các môn đệ đến thông báo mình sắp đi và bảo họ trình sở đắc, riêng sư chỉ im lặng, lễ bái. Tổ cho là đạt được phần tủy của mình, xứng đàng làm người kế thừa Tổ vị. Bèn nhìn sư dặn dò: "Xưa Như Lai đem Chánh pháp nhãn truyền cho Đại sĩ Ca-diếp đoạn lần lượt truyền mới đến ta. Ta nay trao lại cho ông, phải nên hộ trì, ta cũng trao ông chiếc Cà-sa để làm Pháp tín. Mỗi thứ đều có ý nghĩa, ông nên biết lấy". Sư nói: " Xin thầy chỉ dạy." Tổ nói: "Trong truyền Pháp ấn để chứng tâm, ngoài thì giao Cà-sa để xác định tông chỉ. Đời sau lắm người kiêu bạc, nghi ngờ cạnh tranh sinh ra, nói ta là người xứ Tây Thiên, còn ông là người nơi này, dựa vào đâu mà cho là đắc pháp? Lấy gì làm bằng chứng? Ông nay nhận cà-sa và pháp này, ngày sau gặp khó cứ đưa tấm y này ra cùng Pháp kệ của ta dùng làm minh chứng, sự giáo hóa không có ngăn ngại. Sau khi ta diệt độ 200 năm, thì giữ y lại không truyền nữa. Lúc ấy pháp đã phổ biến rộng rãi. Người hiểu đạo nhiều, người hành đạo lại ít. Kẻ nói lý thì nhiều, còn thông lý lại ít. Người thầm lặng chứng ngộ sẽ có hơn ngàn vạn. Ông nên cứ xiển dương, chớ xem thường người chưa ngộ. Chỉ một niệm chuyển cơ tâm thì đồng là chứng ngộ."

Rồi tổ nói kệ truyền Pháp: 
Phiên âm:
Ngô bản lai tư thổ
Truyền pháp cứu mê tình
Nhất hoa khai ngũ diệp
Kết quả tự nhiên thành.
"Tạm dịch:
Ta qua đến xứ này
Truyền pháp cứu mê tình
Một hoa trổ năm cánh
Kết quả, tự nhiên thành.

Tổ nói tiếp: "Ta có kinh Lăng Già 4 quyển, cũng giao cho ông. Đây là yếu môn tâm địa Như Lai, sẽ giúp chúng sanh mở bày chứng ngộ tri kiến Phật. Ta từ lúc tới đây đã năm phen trúng độc, ta từng đem ra thử đặt lên đá thì đá nứt ra. Do vì ta vốn rời Nam Ấn Độ để tới Đông Độ này, thấy Xích huyện, Thần châu có khí tượng Đại thừa nên vượt qua biển cả, sa mạc, đem Pháp cứu người. Buổi đầu gặp nhau chẳng hợp, nói năng ngập ngừng, như khờ, tự dại, nay đã truyền được cho ông, ý ta đã vẹn rồi vậy".
Đến khi Tổ Đạt Ma về Tây, sư nối tiếp xiển dương Chính pháp và tìm người thừa kế. Sau khi giao phó lại y bát lại cho đệ tử Tăng Xán, sư đến Nghiệp Đô, tùy duyên thuyết pháp. Mỗi lời sư nói ra đều được dân chúng kính nể, quý mến. Sau sư che giấu thân phận, thay đổi hình tướng, hoặc vào quán rượu, có khi đến hàng thịt, hoặc đứng lảm nhảm giữa đường, hoặc theo gia nhân làm công việc lao nhọc. Có người hỏi: "Sư là người tu, sao lại như vậy?" Sư nói: "Ta tự điều tâm, có dính dáng gì đến ông đâu mà hỏi!".
Sử sách có ghi lại mẩu chuyện thú vị như sau:
Có một ông sư có thái độ chống báng, sai chú tiểu đến dọ chân tướng Sư, nhưng chú này vừa được nghe giảng cái gọi là tà đạo thì bỗng nhiên chấn động tinh thần, xin lưu lại học. Vị sư lại sai chú tiểu khác đi gọi chú trước về, nhưng chú sau cũng biến luôn và cứ như thế thêm mấy chú nữa. Sau này, vị sư tình cờ gặp lại chú tiểu đầu tiên, quở: "Sao chú để ta kêu gọi nhiều lần? Ta chẳng tốn công mở mắt cho chú sao?" Chú tiểu đáp: "Mắt của tôi từ bao giờ vẫn thẳng, chỉ vì ông nên nó đâm ra lé!"
Sư đến huyện Quản Thành, ở dưới cổng chùa Uông Cứu mà diễn đạo vô thượng. Người đến nghe đông như rừng. Lúc ấy, có Pháp sư Biện Hòa đang giảng Kinh trong chùa, người đang ở trong chùa đều rút ra nghe đại sư Huệ Khả thuyết pháp hết. Biện Hòa tức giận, vu khống sư với quan huyện là Địch Trọng Khân. Quan nghe lời xằng bậy đưa ra xử sư tội chém đầu. Sư vẫn an nhiên, điềm tĩnh, bảo đó là nghiệp quá khứ mình đã tạo nay phải chịu. Khi xử, lúc chặt đầu từ chổ cổ sư tuôn ra dòng trắng ngào ngạt thơm như sữa, người thấy đều kính mến, biết là người đắc đạo, lúc ấy sư 107 tuổi.
Di thể sư được an táng tại Từ Châu, cách 70 dặm về phía Đông Bắc huyện Phú Dương. Đến đời vua Đường Đức Tông, truy tặng danh hiệu là Đại Tổ Thiền sư.